# 多重投射機
多重投射機（Polybolos），是一種古希臘的連發式投射機。據說在西元前3世紀由亞歷山大的狄奧尼修斯（Dionysius of Alexandria，羅得島兵工廠的希臘工程師）發明。

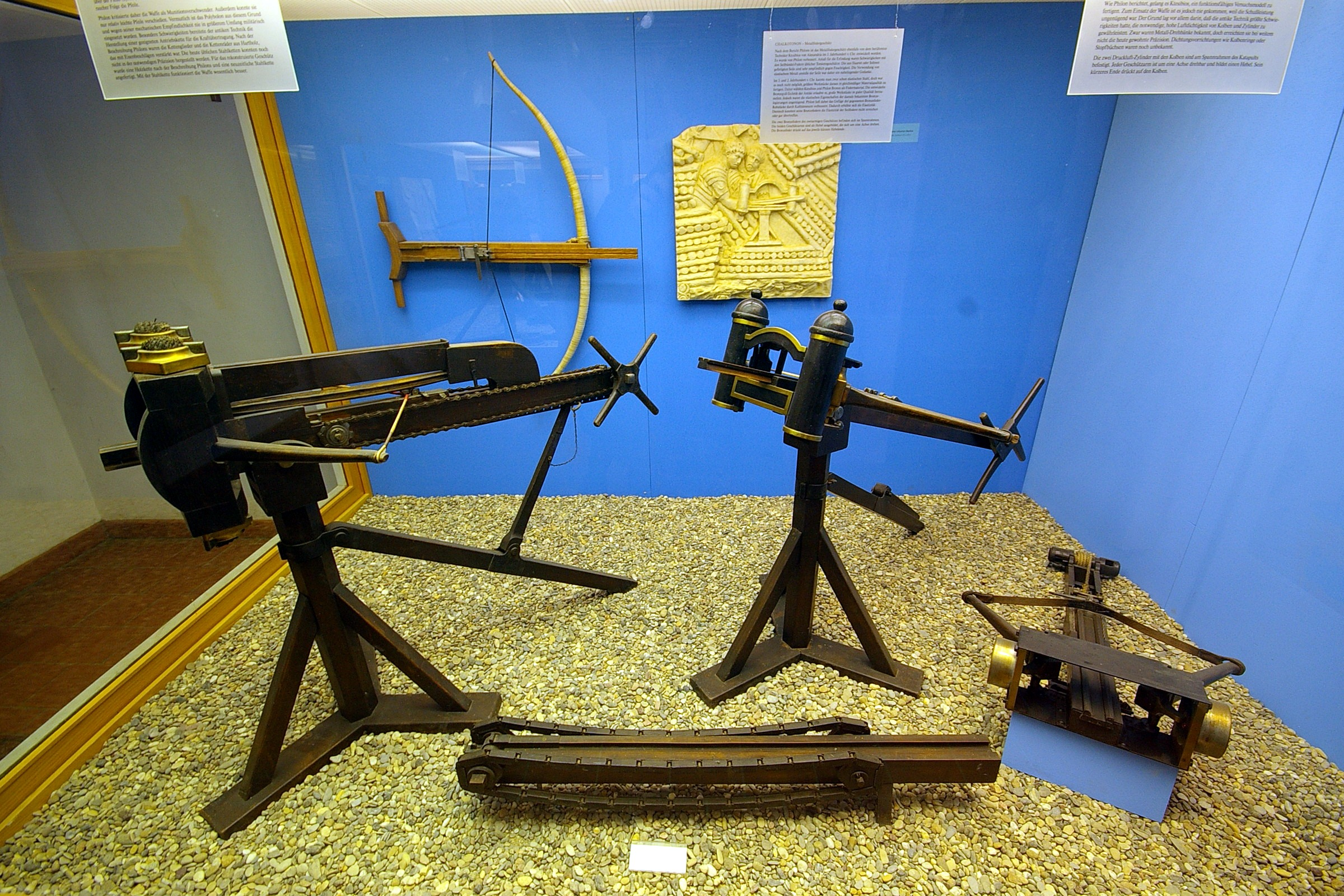
圖左是當代重製的多重投射機；圖下是多重投射機的張弦機器。

多重投射機與普通投射機的不同在於它有一個可容納數十支箭的木製箭匣，並有一個能連續上箭、拉弦、放箭的機構，這些機構由平鏈條與絞車提供動力，使操作員不再每射擊一次後就要徒手上箭。
希臘語稱作πολυβόλος，其中πολύς是多重、許多的意思， -βόλος是投射者的意思。